# Certonotus hinnuleus
Certonotus hinnuleus är en stekelart som beskrevs av Krieger 1901. Certonotus hinnuleus ingår i släktet Certonotus och familjen brokparasitsteklar. Inga underarter finns listade i Catalogue of Life.